# 温和
温和指的是一个拒绝激进或极端观点的意识形态范畴，尤指在政治及宗教问题上的这类意识形态范畴。占据任意主流位置并避免极端观点者会被认为是温和派。在美国政治中，温和派指在左右政治光谱中占据中间派位置的人。